# Operation Pegasus (2011)

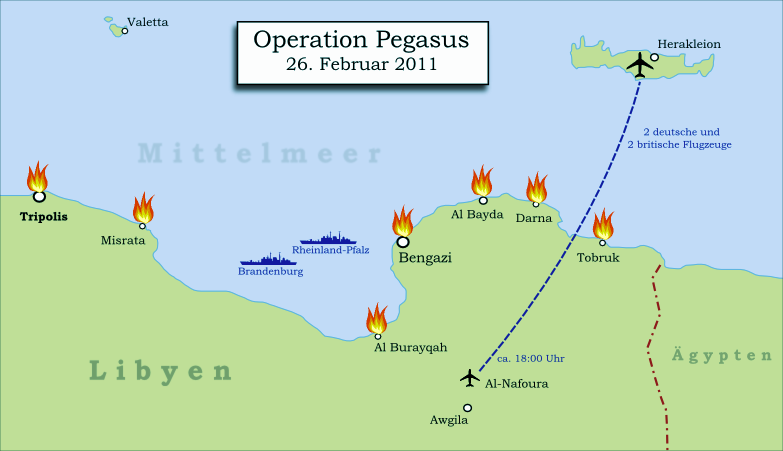
Karte zur „Operation Pegasus“

Die Operation Pegasus war eine Evakuierungsoperation (EvakOp) deutscher und britischer Streitkräfte während der Aufstände in Libyen. Die Operation dauerte vom 26. Februar bis zum 3. März 2011. Insgesamt wurden 262 Personen evakuiert, darunter 125 Deutsche. Höhepunkt war der Transport von 132 Männern und Frauen mit zwei Bundeswehr-Flugzeugen vom ostlibyschen Wüstenort Nafurah nach Kreta. In dessen Nähe betreibt die BASF-Tochter Wintershall Ölförderanlagen. Bei den Evakuierten handelte es sich um Arbeiter und Ingenieure aus über 30 Ländern, die an der von Wintershall betriebenen Landebahn auf einen Flug warteten. Die Operation verlief ohne Zwischenfälle. Die libyschen Behörden waren im Vorfeld auf diplomatischem Weg darüber informiert worden. Weil die libyschen Luftabwehrsysteme zum Zeitpunkt der Operation möglicherweise in die Hände von Aufständischen gefallen sein könnten, waren die Flugzeuge vom Typ Transall mit einem System zur Abwehr von Boden-Luft-Raketen ausgestattet.

## Verlauf
Nachdem sich die Unruhen in Libyen am 15. Februar 2011 zu einem offenen Aufstand der Bevölkerung gegen die Regierung Muammar al-Gaddafis ausgeweitet hatte, organisierten verschiedenen Staaten die Evakuierung ihrer Staatsbürger aus dem nordafrikanischen Land. Die Bundeswehr flog in Kooperation mit der Lufthansa bereits am 22./23. Februar offiziell 130 EU-Bürger (darunter 103 Deutsche) aus Tripolis aus. Danach wurde die Lage in Libyen jedoch kritischer, sodass Bundesverteidigungsminister Karl-Theodor zu Guttenberg am 25. Februar 2011 entschied, die Evakuierungsaufgaben bewaffneten Teilen der Streitkräfte zu überlassen. Doch einige deutsche Staatsbürger konnten die Küstenstadt nicht erreichen und flüchteten zu einer Ölraffinerie bei Nafurah (auch Al-Nafoura), wo sich auch andere westliche Bürger (mehrheitlich Briten) befanden.
Die Bundeswehr begann kurz darauf unter strengster Geheimhaltung mit der Verlegung von Transportflugzeugen vom Lufttransportgeschwader 62 sowie Soldaten des Fallschirmjägerbataillons 373 aus Seedorf (Niedersachsen) und des Feldjägerbataillons 252 aus Hilden auf die Insel Kreta. Des Weiteren kreuzte ein Einsatzverband der Marine bestehend aus den Fregatten Brandenburg und Rheinland-Pfalz sowie dem Einsatzgruppenversorger Berlin zur Unterstützung in der Großen Syrte. Unter Leitung von Generalinspekteur der Bundeswehr General Volker Wieker wurden in Kooperation mit den britischen Streitkräften Operationspläne für Evakuierungen aus Libyen ausgearbeitet. Verteidigungsminister zu Guttenberg informierte anschließend die wichtigsten Regierungsmitglieder von den Plänen und erhielt grünes Licht zur Durchführung des Unternehmens. Da es sich um einen Auslandseinsatz handelte, wurden auch die Fraktionsvorsitzenden des Bundestages informiert, aber – wie auch die Presse – gebeten, über die Operation bis zu ihrem Abschluss aus Sicherheitsgründen nicht zu berichten.
Da eine alternative Evakuierungsroute für die Europäer nicht gefunden werden konnte und eine Bombardierung der Ölraffinerien des Landes durch die Regierungstruppen befürchtet wurde, entschloss man sich zur Durchführung der riskanten militärischen Operation ohne weitere detaillierte Information der libyschen Regierung oder der Aufständischen. Von der Souda Air Base (südlich Flughafen Chania) der griechischen Luftwaffe auf Kreta aus starteten am 26. Februar 2011 zwei Maschinen vom Typ Transall C-160 der deutschen Luftwaffe und zwei Transportflugzeuge vom Typ Hercules C-130 der Royal Air Force mit Soldaten für Sicherungsaufgaben an Bord nach Libyen. Die gesamte Leitung der Operation lag in den Händen von Brigadegeneral Volker Bescht, dem stellvertretenden Kommandeur der Division Spezielle Operationen, während sie vom Einsatzführungskommando (Befehlshaber: Generalleutnant Rainer Glatz) in Potsdam aus überwacht wurde. Nachdem sie in den libyschen Luftraum eingedrungen waren, erreichten sie gegen 18.00 Uhr Ortszeit das Flugfeld Nafurah im Osten Libyens. Am Boden sicherten 25 Männer aus Stammesmilizen die Landebahn, die ein für Wintershall arbeitender ehemaliger Soldat der britischen Special-Forces-Einheit SAS engagiert hatte. Nachdem die deutschen und britischen Sicherungskräfte den Landeplatz gesichert hatten, nahmen die Maschinen 132 Zivilisten (davon 22 deutsche Staatsbürger) an Bord. Anschließend wurde der Rückflug nach Kreta angetreten. Das Flugfeld war für die Operation ideal, da es mitten in der Wüste gelegen leicht von Satelliten aus überwacht und mögliche Bedrohungen schnell entdeckt werden konnten.
Da sich noch weitere deutsche Staatsbürger (etwa 100 werden vermutet) in Libyen aufhielten, wurden die Evakuierungskräfte für weitere Missionen bereitgehalten. Die britischen Streitkräfte flogen am 28. Februar weitere 150 Staatsbürger aus. Am 5. März 2011 kehrten die eingesetzten deutschen Kräfte mit sechs Transall-Maschinen von Kreta aus in das niedersächsische Wunstorf zurück. Die Bundeswehr evakuierte insgesamt 262 Menschen, darunter 125 deutsche Staatsbürger. Rund 1000 Bundeswehrsoldaten aus Luftwaffe, Heer, Marine und der Streitkräftebasis befanden sich im Einsatz.

## Politische Kontroverse
Die Operation erreichte die ihr gesteckten Ziele ohne Blutvergießen. Dennoch wurde sie aus juristischer und politischer Sicht kritisiert. Hintergrund ist der verfassungsrechtliche und im Parlamentsbeteiligungsgesetz im Einzelnen geregelte Grundsatz, dass jeder Einsatz bewaffneter Streitkräfte der Zustimmung des Deutschen Bundestages bedarf. Abgeordnete der Oppositionsparteien im Deutschen Bundestag warfen der Bundesregierung vor, das Parlament bei der Aktion unzulässig umgangen zu haben. Bei Gefahr im Verzug (GiV) bedürfe es nach § 5 des Gesetzes über die parlamentarische Beteiligung bei der Entscheidung über den Einsatz bewaffneter Streitkräfte im Ausland einer nachträglichen Zustimmung, diese müsse aber unverzüglich nachgeholt werden.
Das Auswärtige Amt stufte die Operation Pegasus hingegen im Nachhinein nicht als bewaffneten Einsatz ein, sondern als „gesicherten Evakuierungseinsatz mit humanitärer Zielsetzung“. Dafür sei eine nachträgliche Zustimmung nicht notwendig gewesen.
Mit Entscheidung des Bundesverfassungsgerichts vom 23. September 2015 – 2 BvE 6/11 wurde die Organklage der Grünen, wegen der fehlenden Beteiligung des Bundestages, gegen die Bundesregierung zurückgewiesen. Das Gericht stufte den Einsatz als „Einsatz bewaffneter Streitkräfte“ ein. Somit wäre eine nachträgliche Zustimmung des Bundestages erforderlich gewesen. In Abänderung seiner bisherigen Rechtsprechung entschieden die Richter weiter, dass auf eine nachträgliche Zustimmung verzichtet werden kann, wenn der Auslandseinsatz der Bundeswehr wegen „Gefahr im Verzug“ von der Bundesregierung beschlossen worden war und bereits beendet ist, bevor sich der Bundestag erstmals mit dem Einsatz befassen kann. Die Regierung ist dann jedoch verpflichtet, den Bundestag anschließend „unverzüglich und qualifiziert über den abgeschlossenen Streitkräfteeinsatz zu unterrichten“.

## Späte Anerkennung der beteiligten Bundeswehrangehörigen
Als Resultat der unklaren Einstufung des Einsatzes wurde den deutschen Einsatzkräften lange Zeit eine besondere Auszeichnung verweigert. Die anfangs ausgestellten Urkunden für die Im Einsatz gezeigten Leistungen werteten Juristen des Bundesverteidigungsministeriums als ungültig. Die Einsatzteilnehmer erhielten ursprünglich keinen Auslandsverwendungszuschlag, außerdem wurde der Einsatz nicht den Einsatztagen angerechnet. Laut dem Landesvorsitzenden des Deutschen Bundeswehrverbandes, Oberstleutnant Thomas Sohst, erhielten die Soldaten erst nachträglich Zulagen wegen „Dienstes zu ungünstigen Zeiten plus eine Mehrarbeitsvergütung“ und einen verringerten Satz des Auslandsverwendungszuschlages ausgezahlt.
Im Juli 2022 veröffentlichte die Website der Bundeswehr eine Bekanntmachung, die die Operation Libelle und die Operation Pegasus nun als auszeichnungswürdig deklarierte. Die geschätzten 1300 Teilnehmer beider Operationen erfüllten demnach die Voraussetzungen für eine Auszeichnung mit der im September 2021 gestifteten Einsatzmedaille Militärische Evakuierungsoperation (MilEvakOp). Abweichend von anderen Einsatzmedaillen, setzt die Verleihung der MilEvakOp keine Mindesteinsatzzeit voraus. Da „begründende Unterlagen“, speziell bei aus dem Dienst ausgeschiedenen Personen, im Fall der Operationen Libelle und Pegasus oft nicht mehr vorlagen, wurden die Betroffenen gebeten, selbst initiativ zu werden. Dazu sollten sie ihre Antragsunterlagen an eine E-Mail-Adresse der Bundeswehr senden.